# 18 bits
Em arquitetura de computadores, inteiros, endereços de memória, ou outras unidades de dados de 18 bits são aquelas que possuem largura de 18 bits (2,25 octetos). Além disso, arquiteturas CPU e ALU de 18 bits são aquelas baseadas em registradores, address buses, ou data buses deste tamanho.
18 digitos binários tem 262.144 (10.000.00 octal, 40.000 hexadecimal) combinações únicas.

## Exemplo de computadores com arquitetura de 18 bits
- Possivelmente o mais conhecido computador com a arquitetura de 18-bit são os minicomputadores PDP-1, PDP-4, PDP-7, PDP-9 e PDP-15 produzidos pela Digital Equipment Corporation de 1960 à 1975.
- UNIVAC produziu uma série de computadores de 18 bits, incluindo o UNIVAC 418 e vários sistemas militares.
- O IBM 7700 Data Acquisition System foi um computador de 18 bits.
- O BCL Molecular.